# Nederlandse kampioenschappen schaatsen afstanden 2014 - 1500 meter mannen
De 1500 meter mannen op de Nederlandse kampioenschappen schaatsen afstanden 2014 werd gereden op zaterdag 26 oktober 2013 in ijsstadion Thialf te Heerenveen. Er namen vierentwintig mannen deel.
Vooraf werd een open strijd verwacht, met Kjeld Nuis, titelverdediger na zijn overwinning op de NK afstanden 2013 als een van de favorieten. Nuis wist zijn directe tegenstander Koen Verweij nog wel te overkruisen, maar Verweij won alsnog de rit en het Nederlands kampioenschap, Nuis werd tweede. Er waren ook vijf startplaatsen te verdienen voor de wereldbeker schaatsen 2013/2014.

## Statistieken

### Uitslag
| #      | Schaatser          | Ploeg               | Tijd    |
| ------ | ------------------ | ------------------- | ------- |
| Goud   | Koen Verweij       | TVM                 | 1.46,22 |
| Zilver | Kjeld Nuis         | Brand Loyalty       | 1.46,94 |
| Brons  | Rhian Ket          | Project 2018        | 1.46,98 |
| 4      | Mark Tuitert       | Team Beslist.nl     | 1.47,17 |
| 5      | Wouter olde Heuvel | TVM                 | 1.47,54 |
| 6      | Jan Blokhuijsen    | Team Corendon       | 1.47,57 |
| 7      | Stefan Groothuis   | Brand Loyalty       | 1.47,68 |
| 8      | Pim Schipper       | Brand Loyalty       | 1.47,80 |
| 9      | Thomas Krol        | Team Beslist.nl     | 1.47,88 |
| 10     | Maurice Vriend     | Team Corendon       | 1.48,68 |
| 11     | Douwe de Vries     | TVM                 | 1.48,79 |
| 12     | Sjoerd de Vries    | Team Beslist.nl     | 1.48,93 |
| 13     | Patrick Roest      | Jong Oranje         | 1.49,10 |
| 14     | Kai Verbij         | Jong Oranje         | 1.49,18 |
| 15     | Erben Wennemars    | individueel rijder  | 1.49,49 |
| 16     | Jos de Vos         | Project 2018        | 1.49,66 |
| 17     | Renz Rotteveel     | Team Corendon       | 1.50,19 |
| 18     | Tim Roelofsen      | Team Corendon       | 1.50,42 |
| 19     | Thom van Beek      | Gewest Zuid-Holland | 1.50,59 |
| 20     | Frank Hermans      | Team CBA            | 1.50,74 |
| 21     | Wesly Dijs         | Jong Oranje         | 1.51,59 |
| 22     | Gerben Jorritsma   | Brand Loyalty       | 1.51,81 |
| 23     | Lucas van Alphen   | Project 2018        | 1.51,94 |
| 24     | Tom Terpstra       | G.S.S.V. Tjas       | 1.52,59 |

### Loting
| Rit | Binnenbaan       | Buitenbaan         |
| --- | ---------------- | ------------------ |
| 1   | Gerben Jorritsma | Thom van Beek      |
| 2   | Tom Terpstra     | Patrick Roest      |
| 3   | Wesly Dijs       | Jos de Vos         |
| 4   | Kai Verbij       | Erben Wennemars    |
| 5   | Thomas Krol      | Tim Roelofsen      |
| 6   | Frank Hermans    | Wouter olde Heuvel |
| 7   | Pim Schipper     | Rhian Ket          |
| 8   | Lucas van Alphen | Sjoerd de Vries    |
| 9   | Kjeld Nuis       | Koen Verweij       |
| 10  | Douwe de Vries   | Jan Blokhuijsen    |
| 11  | Renz Rotteveel   | Maurice Vriend     |
| 12  | Mark Tuitert     | Stefan Groothuis   |

1987 · 
1988 · 
1989 · 
1990 · 
1991 · 
1992 · 
1993 · 
1994 · 
1995 · 
1996 · 
1997 · 
1998 · 
1999 · 
2000 · 
2001 · 
2002 · 
2003 · 
2004 · 
2005 · 
2006 · 
2007 · 
2008 · 
2009 · 
2010 · 
2011 · 
2012 · 
2013 · 
2014 · 
2015 · 
2016 · 
2017 · 
2018 · 
2019 · 
2020 · 
2021 · 
2022 · 
2023 · 
2024 · 
2025